# Abetone
Abetone är en ort och frazione i kommunen Abetone Cutigliano i Pistoiaprovinsen i Toscana i Italien. Sedan tidiga 1900-talet är platsen en vintersportort. Här föddes italienska alpina skidåkaren Zeno Colò.
Abetone upphörde som kommun den 1 januari 2017 och bildade med den tidigare kommunen Cutigliano den nya kommunen Abetone Cutigliano. Den tidigare kommunen hade 629 invånare (2016).